# 新烏克蘭卡 (沃茲涅先斯克區)
新烏克蘭卡（烏克蘭語：Новоукраїнка），是烏克蘭南部尼古拉耶夫州沃茲涅先斯克區的村落，面積0.43平方公里，海拔高度17米，2001年人口181，人口密度每平方公里420.9人。